# François d'Assise (film, 1961)
Pour plus de détails, voir Fiche technique et Distribution.
François d'Assise (titre original : Francis of Assisi) est un film américain réalisé par Michael Curtiz, sorti en 1961.

## Synopsis
Giovanni di Pietro Bernardone est le fils d'un riche marchand de tissus d'Assise. Rejoignant une expédition militaire au cours de laquelle il entend une voix intérieure, qui lui commande de quitter l'armée. Renonçant à tous ses biens matériels pour se consacrer à Dieu, il attire la convoitise de Clare, une jeune femme aristocratique qui, éprise de lui, quitte sa famille et devient religieuse....

## Fiche technique
- Titre français : François d'Assise
- Titre original : Francis of Assisi
- Réalisation : Michael Curtiz
- Scénario : Eugene Vale, James Forsyth et Jack W. Thomas d'après le livre de Ludwig von Wohl
- Photographie : Piero Portalupi
- Musique : Mario Nascimbene
- Montage : Louis R. Loeffler
- Pays de production : États-Unis
- Genre : biographie
- Durée : 105 minutes
- Date de sortie : 1961

## Distribution
- Bradford Dillman  (VF : Michel Roux) : François d'Assise
- Dolores Hart  (VF : Claire Guibert) : Claire d'Assise
- Stuart Whitman  (VF : Marc Cassot) : Paolo de Vandria
- Cecil Kellaway  (VF : Paul Ville) : Cardinal Hugolino
- Eduard Franz : Pietro Bernardone
- Athene Seyler  (VF : Henriette Marion) : Tante Buona
- Finlay Currie  (VF : Pierre Morin) : Le Pape
- Mervyn Johns : Frère Junipère
- Russell Napier  (VF : Claude Peran) : Frère Elias
- Jack Lambert  (VF : Louis Arbessier) : Scefi
- Malcolm Keen : Évêque Guido
- Pedro Armendáriz : le Sultan

Acteurs non crédités
- Fiodor Chaliapine fils : Cardinal Savelli
- Curt Lowens : Frère
- Paul Müller : Frère
- Renzo Cesana : Frère